# Yahya Jabrane
Yahya Jabrane (arabisch يحيى جبران, DMG Yaḥyā Ǧabrān; geboren am 18. Juni 1991 in Settat) ist ein marokkanischer Fußballspieler.

## Karriere

### Klub
Nach der Spielzeit 2014/15 wechselte er von Beni Mellal zu Mouloudia Oujda, wo er für zwei Spielzeiten aktiv war. Zur Runde 2016/17 ging es dann nochmal zwei Spielzeiten weiter bei Hassania Agadir. Zur Saison 2018/19 schloss er sich in den VAE dem Dibba al-Fujairah an. Bereits im Januar 2019 wurde er aber schon von Wydad Casablanca gekauft, wo er auch bis heute spielt. Hier gewann er bislang drei Mal die Meisterschaft und die Ausgabe 2021/22 die Champions League, zudem wurde er in derselben Saison als bester Spieler der Liga gewählt.

### Nationalmannschaft
Seinen ersten bekannten Einsatz für die marokkanische A-Nationalmannschaft hatte er am 21. Januar 2018 bei einem 0:0 gegen den Sudan, während der Gruppenphase der Afrikanischen Nationenmeisterschaft 2018, wo er in der Startelf stand und über die volle Spielzeit auch auf dem Platz verblieb. Dies blieb sein einziger Einsatz bei dem Turnier, welches sein Team am Ende gewann. Danach kam er erst in der Qualifikation für die Nationenmeisterschaft 2020 zum Einsatz, welche später dann aufgrund der Covid-19-Pandemie verschoben wurde und schließlich 2021 ausgetragen wurde, hier war er auch Teil des Kaders und gewann mit seiner Mannschaft erneut das Turnier.
Sein nächstes Turnier war der FIFA-Arabien-Pokal 2021, wo er es mit seiner Mannschaft bis ins Viertelfinale schaffte. 2022 stand er im marokkanischen Kader für die Weltmeisterschaft und erreichte mit dem Team das Halbfinale.